# 삼천포초등학교 신수도분교
삼천포초등학교 신수도분교는 대한민국 경상남도 사천시에 있었던 공립 초등학교이다.

## 학교 연혁
- 1930년 4월 1일 사립 보명학원 설립
- 1937년 6월 7일 신수도간이학교 설립 인가
- 1944년 4월 1일 신수도공립국민학교 개교
- 1950년 7월 20일 제1회 졸업식 28명
- 1969년 3월 1일 6학급 편성
- 1979년 3월 1일 문교부지정 급식 시범 학교 선정
- 1996년 3월 1일 신수도초등학교로 교명 변경
- 2010년 3월 1일 삼천포초등학교 신수도분교장으로 격하
- 2023년 1월 6일 제 104회 졸업식 (마지막 졸업생 진연성)
- 2023년 3월 2일 삼천포초등학교 신수도분교장 폐교

## 참고 자료
- 삼천포초등학교신수도분교장 - 한국교육학술정보원 학교알리미